# Ortensio Banzola
Ortensio Banzola (Sala Baganza, 6 maggio 1894 – Parma, 29 dicembre 1950) è stato un pittore italiano.